# James Trifunov
James Trifunov (né le 18 juillet 1903 à Jarkovac et mort le 27 juin 1993 à Winnipeg) est un lutteur sportif canadien.

## Biographie
James Trifunov obtient une médaille de btonze olympique, en 1928 à Amsterdam en poids coqs.

## Palmarès

### Jeux olympiques
- Jeux olympiques d'été de 1928 à Amsterdam
  -  Médaille de bronze en -56 kg